# Hogesnelheidslijnen in België

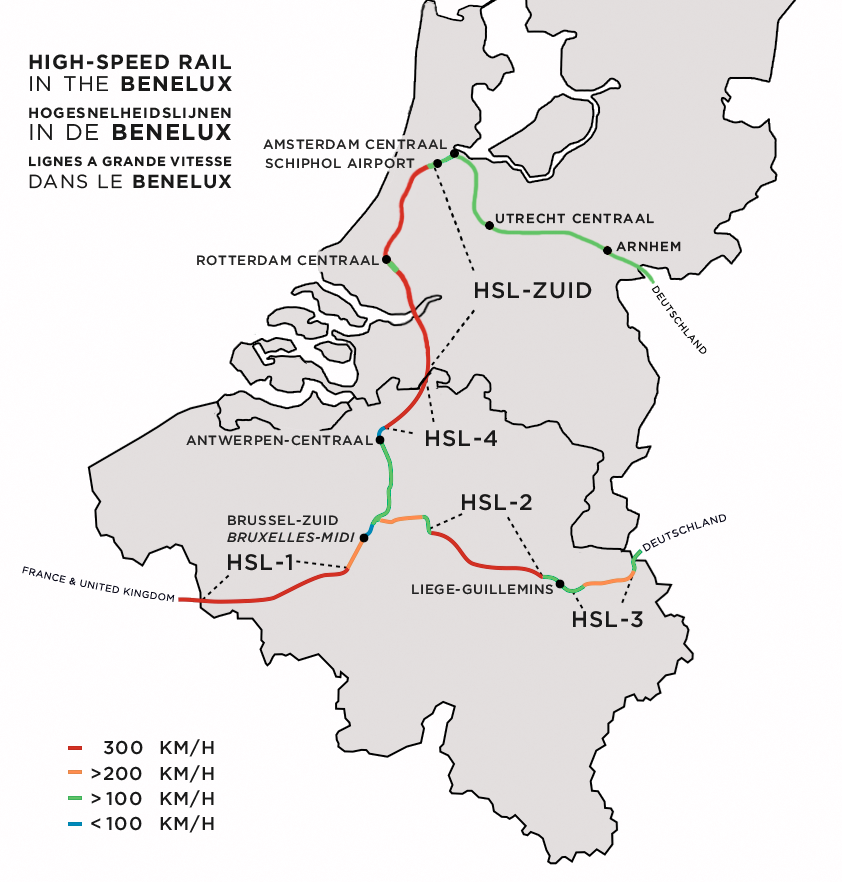
Hogesnelheidstreinen in België en Nederland

Het Belgische hogesnelheidsnet biedt voornamelijk internationale verbindingen van Brussel naar Frankrijk, Duitsland en Nederland . Het hogesnelheidsnet begon met de opening van de HSL 1 naar Frankrijk in 1997 en sindsdien zijn de hogesnelheidslijnen uitgebreid naar Duitsland met  HSL 2 in 2002, HSL 3 van Luik naar de Duitse grens in 2009 en HSL 4 van Antwerpen naar de Nederlandse grens in 2009.

## Diensten
Het hogesnelheidstreinnetwerk wordt huidig bediend door 3 exploitanten: Eurostar, InterCityExpress (ICE) en TGV . Alle maatschappijen stoppen in station Brussel-Zuid, het grootste treinstation van België. Sommige maatschappijen stoppen ook in de stations Luik-Guillemins en Antwerpen-Centraal . Deze internationale maatschappijen mogen echter geen kaartjes verkopen tussen twee Belgische steden. Daarvoor moeten passagiers een Belgische IC-trein nemen die gebruikmaakt van dezelfde hogesnelheidslijnen. Eurostar verbindt Brussel met Amsterdam, Keulen, Düsseldorf, Londen, Parijs en Rotterdam . De Duitse ICE rijdt tussen Brussel en Frankfurt via Keulen. De Franse TGV verzorgt directe diensten van Brussel naar Nantes, Marseille, Perpignan, Rennes en Straatsburg, en bedient in totaal meer dan 25 stations langs de routes. 

## Lijnen
Er zijn vier hogesnelheidslijnen in België die snelheden van 260 tot 300 km/u ondersteunen. Ze zijn geëlektrificeerd door bovenleiding van 25 kV 50 Hz AC, in tegenstelling tot het grootste deel van het Belgische spoorwegnet dat 3.000V DC gebruikt.

### HSL-1
HSL 1 verbindt Brussel met de Franse grens met een 88km-hogesnelheidsspoor waarvan 71 km bestaat uit toegewijd spoor voor hogesnelheidstreinen en 17 km al gemoderniseerde werd. De lijn werd voor het eerst in gebruik genomen op 14 december 1997. De lijn heeft de reistijden aanzienlijk verkort waardoor de reis van Parijs naar Brussel nu nog maar 1:22 duurt. In combinatie met de LGV Nord heeft de lijn ook invloed gehad op internationale reizen naar Frankrijk en Londen, waardoor Eurostar- en TGV- treinstellen sneller door kunnen rijden naar andere landen. De totale bouwkosten voor de lijn bedroegen €1,42 miljard.

### HSL-2
HSL 2 verbindt Leuven en Ans met een 95km-hogesnelheidsspoor waarvan 61 km bestaat uit toegewijd spoor voor hogesnelheidstreinen en 34 km al gemoderniseerde werd. De lijn werd voor het eerst in gebruik genomen op 15 december 2002. Samen met HSL 3, bij de Duitse grens, hebben ze reistijden tussen Brussel, Parijs en Duitsland aanzienlijk versneld. HSL 2 wordt gebruikt door internationale Eurostar- en ICE-treinen, evenals door binnenlandse InterCity-diensten.

### HSL-3
HSL 3 verbindt Luik met de Duitse grens met een 56km-hogesnelheidsspoor waarvan 42 km bestaat uit toegewijd spoor voor hogesnelheidstreinen en 14 km al gemoderniseerde werd. De lijn werd voltooid op 15 december 2007, maar werd pas operationeel op 14 juni 2009 over. HSL 3 wordt alleen gebruikt door internationale Eurostar- en ICE-treinen.

### HSL-4
HSL 4 verbindt Antwerpen met de Nederlandse grens, waar hij samenkomt met de HSL-Zuid, met een 87km-hogesnelheidsspoor waarvan 40 km bestaat uit toegewijd spoor voor hogesnelheidstreinen en 47 km al gemoderniseerde werd. De lijn was grotendeels klaar in 2007, maar werd vanwege problemen met de seingeving uitgesteld tot december 2009. HSL 4 wordt gebruikt door internationale Eurostar- en ICE-treinen, evenals binnenlandse InterCity-diensten. Aanvankelijk was NS Hispeed (nu NS International ) van plan de destijds nieuw bestelde V250-treinstellen in te zetten voor de snelle Fyra-treindienst tussen Brussel, Antwerpen, Rotterdam en Amsterdam. Vanwege technische problemen met het treinstel werd dit plan geschrapt. De NS heeft in 2018 20 nieuwe ICNG-treinstellen besteld voor deze route.  Tussen Brussel en Antwerpen (47 km) rijden treinen rijden met een snelheid van 160 km/u op de verbeterde bestaande lijn (met uitzondering van een paar segmenten waar een snelheidslimiet van 120 km/u geldt).Bij de kruising van de snelweg E19/A12 verlaten de treinen de reguliere lijn om over nieuwe toegewijde hogesnelheidssporen (40 km) naar de Nederlandse grens te rijden aan 300 km/u.

### 25N
Spoorlijn 25N, een deel van het diaboloproject, werd gebouwd van 2007 tot 2012 tussen Schaarbeek (ten noorden van Brussel) en Mechelen (ten zuiden van Antwerpen).Ook al is het geen ware hogesnelheidslijn werd het gebouwd om snelheden van 220 km/u aan te kunnen. Hierdoor werden er ook andere projecten zoals het passeerspoor voor hogesnelheidstreinen bij Station Mechelen gebouwd.
Toen deze lijn voltooid werd zorgde het voor een vrijwel ononderbroken hogesnelheidsverbinding vormen tussen Amsterdam, Brussel en Londen of Parijs, met uitzondering van treinen die in dichtbevolkte gebieden op conventionele sporen rijden, namelijk tussen Mechelen en Antwerpen en tussen Schiphol en Amsterdam. Daarnaast kunnen treinen ook niet een hoge snelheid bereiken in de buurt van stations in de stad; bijvoorbeeld op de korte trajecten ten noorden van Brussel naar Schaarbeek en ten noorden van Antwerpen naar Luchtbal. Bovendien beperken scherpe bochten rond station Rotterdam de volledige snelheid.

### EuroCap-Rail
EuroCap-Rail was een voorgestelde hogesnelheidslijn die Brussel, Luxemburg (stad) en Straatsburg met elkaar verbindt – drie steden die samen de thuisbasis vormen van zes van de zeven instellingen van de Europese Unie en die officieus de hoofdsteden van Europa worden genoemd. De as zou langs bestaande lijnen lopen die zouden worden gemoderniseerd voor hogesnelheidstreinverbindingen. De maximumsnelheid zal echter enkel opgevoerd worden van 130 km/u tot 160 km/u samen met een verbetering van de signalisatie en stations. De Brussel-Luxemburg verbinding zal daardoor niet kwalificeren als een hogesnelheidslijn. Door deze sneleheidsverbeteringen wordt de reistijd tussen Brussel en Luxemburg wel verbeterd van 2:54 naar 2 uur.

## Stations

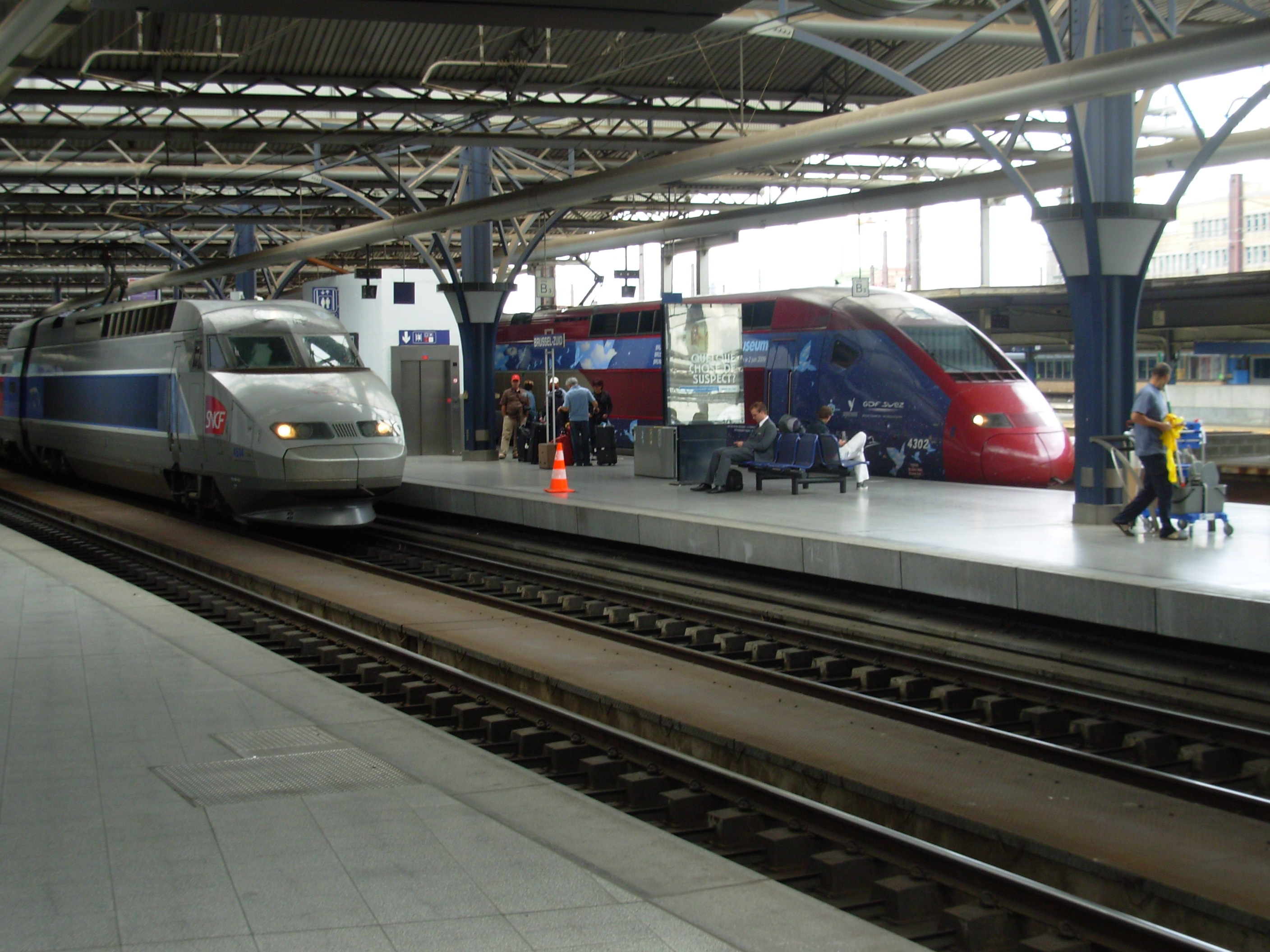
Internationale diensten in Brussel-Zuid

Er zijn 4 stations in België waar hogesnelheidstreinen stoppen:
- Antwerpen-Centraal
- Brussel-Zuid
- Brussel-Noord
- Luik-Guillemins

1. ↑  Everything about TGV Brussels-France. National Railway Company of Belgium. Geraadpleegd op 25 november 2023.
2. ↑  Geukens, Stig, Fyra tussen Antwerpen en Amsterdam is vergiftigd geschenk. Het Laatste Nieuws (17 October 2012). Geraadpleegd op 8 november 2012.
3. ↑  Diabolo Project, Brussels – Railway Technology. www.railway-technology.com. Geraadpleegd op 16 januari 2021.
4. ↑  Mechelen in beweging (10 november 2011). Gearchiveerd op 10 november 2011. Geraadpleegd op 16 januari 2021.